# Łojowice (gromada)
Łojowice – dawna gromada, czyli najmniejsza jednostka podziału terytorialnego Polskiej Rzeczypospolitej Ludowej w latach 1954–1972.
Gromady, z gromadzkimi radami narodowymi (GRN) jako organami władzy najniższego stopnia na wsi, funkcjonowały od reformy reorganizującej administrację wiejską przeprowadzonej jesienią 1954 do momentu ich zniesienia z dniem 1 stycznia 1973, tym samym wypierając organizację gminną w latach 1954–1972.
Gromadę Łojowice z siedzibą GRN w Łojowicach utworzono – jako jedną z 8759 gromad na obszarze Polski – w powiecie strzelińskim w woj. wrocławskim, na mocy uchwały nr 25/54 WRN we Wrocławiu z dnia 2 października 1954. W skład jednostki weszły obszary dotychczasowych gromad: Łojowice, Kowalów, Krajno, Jutrzyna, Wawrzyszów i Żeleźnik ze zniesionej gminy Kowalów oraz Karszówek ze zniesionej gminy Głęboka w tymże powiecie. Dla gromady ustalono 19 członków gromadzkiej rady narodowej.
Gromada przetrwała do końca 1972 roku, czyli do kolejnej reformy gminnej.